# Dasychira virginea
Dasychira virginea är en fjärilsart som beskrevs av Charles Oberthür 1879. Dasychira virginea ingår i släktet Dasychira och familjen tofsspinnare. Inga underarter finns listade i Catalogue of Life.